# Dawangzhai
Dawangzhai (kinesiska: 大王寨乡, 大王寨) är en socken i Kina. Den ligger i provinsen Shandong, i den östra delen av landet, omkring 140 kilometer väster om provinshuvudstaden Jinan. Antalet invånare är 35354. Befolkningen består av 17 287 kvinnor och 18 067 män. Barn under 15 år utgör 23,0 %, vuxna 15-64 år 68 %, och äldre över 65 år 8,0 %.
Genomsnittlig årsnederbörd är 671 millimeter. Den regnigaste månaden är juli, med i genomsnitt 215 mm nederbörd, och den torraste är januari, med 4 mm nederbörd.